# Лачынский район
Лачы́нский (Лачинский) район (азерб. Laçın rayonu) — район на юго-западе Азербайджанской Республики. Административный центр — город Лачын.

## География
Лачынский район расположен на юго-западе Азербайджана. На севере граничит с Кельбаджарским, на востоке — с Ходжалинским, Шушинским и Ходжавендским, на юге — с Губадлинским районами Азербайджана, на западе — с Республикой Армения. Площадь района — 1835 км².
Рельеф района гористый. На востоке района расположен Карабахский хребет, на севере хребет Мыхтёкян, на юго-востоке — Карабахское нагорье, являющийся северо-восточной частью Армянского нагорья. Высота над уровнем моря составляет от 700 до 3600 метров. Самой высокой точкой района является гора Гызылбогаз высотой 3 594 м. По району протекают реки Шалва, Минкенд и Забух, впадающие в реку Акера. Климат умеренный. 34 тысяч гектаров территории занимают леса, где произрастают дуб, липа, берёза, сосна, ясень, вяз, акация, красный дуб. В районе имеются минеральные источники.
Обитают косуля, горные козлы, бурый медведь, леопард, волк, лиса, белка, заяц, барсук, из птиц — фазан, куропатка, орёл, соловей, турач, удод, вяхирь, перепел.
В районе есть залежи золота, ртути, серы, графита, известняка, янтаря, вулканического туфа, мрамора.

## История

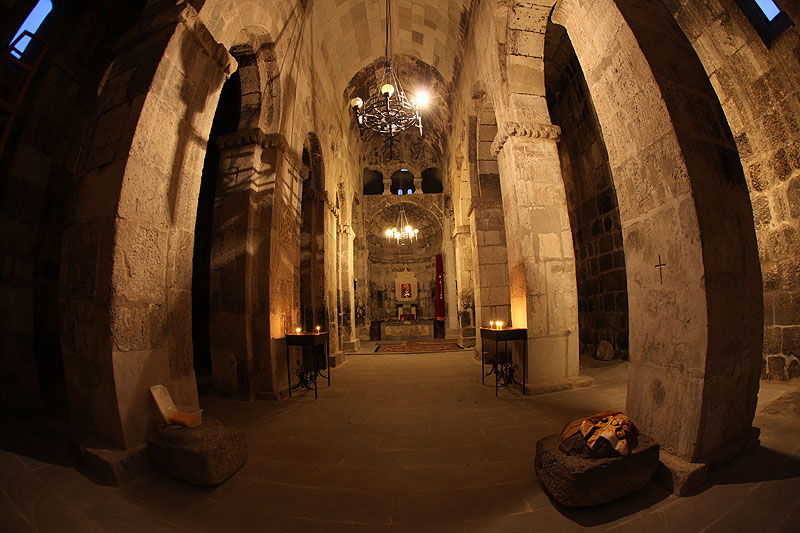
Интерьер армянского монастыря Цицернаванк (IV—VI вв.)

В древности данная территория находилась в пределах гавара Агаечк армянской исторической области Сюник, а в средневековье область называлась Кашатаг и Хожораберд. В XVII веке Агаечке существовало армянское Кашатагское меликство.

### Период Азербайджанской ССР
Район был образован 8 августа 1930 года с административным центром в городе Лачыне.
В 1961 году в районе был создан государственный природный заказник. В 1987 году был создан Гарагельский заповедник.
В период Азербайджанской ССР основной отраслью экономики района было животноводство. По состоянию на 1980 год площадь пригодных для сельского хозяйства земель составляла 76 тыс. га.
До 1992 года в районе было 40 211 голов крупного рогатого скота, 244 000 голов мелкого рогатого скота, 44 235 пчёл, 1 470 гектар плодовых деревьев.
На 3 438 гектар засеивалась пшеница, на  31 гектаре картофель. Из 36,1 тыс. трудоспособного населения 29,5 тыс. занимались сельским хозяйством.
Каждый год район сдавал государству 6 000 тонн молока, 5 000 тонн мяса, 400 тон шерсти.
В районе действовали сыроваренный, асфальтобетонный, хлебный и молочный заводы, комбинат бытовых услуг, имелось лесное хозяйство.
Действовали маслобойный, консервный заводы, пункт приёма шерсти. Были развиты производство строительных материалов, деревообработка. Действовало строительно-монтажное управление, филиалы Сумгаитского алюминиевого завода и Сумгаитского машиностроительного завода, комбинаты лёгкой и местной промышленности, два асфальтных завода, бетонный завод.
Действовали ткацкие цехи, два каменных карьера.
До 1992 года в районе действовало 48 промышленных предприятий, 63 предприятия сельского хозяйства, 217 объектов культуры, 101 образовательное учреждение, 142 объекта здравоохранения, 462 объекта торговли.
По состоянию на 1981 год, в районе имелось 1 дошкольное образовательное учреждение, 17 начальных, 36 восьмилетних и 36 средних школ, 1 профессионально-техническое училище; действовало 54 клубов и 67 библиотек (в фонде насчитывалось 310 тыс. книг).
С 1931 года издаётся газета «Лачин».

### Карабахский конфликт
В середине мая 1992 года в результате военного наступления армяне захватили большую часть Лачынского района, что привело к перемещению около 30 тыс. местных жителей, среди которых многие имели курдское происхождение.
С 1992 по 2020 год Лачинский район находился под контролем непризнанной Нагорно-Карабахской Республики (НКР).
В 1993 году на территории Зангеланского, Губадлинского и части Лачынского районов Азербайджана был образован Кашатагский район НКР с центром в городе Лачын, называемым в НКР Бердзором. Часть Лачынского района вошла в состав Шушинского района НКР.

### Современный период
Лачинский район возвращён в состав Азербайджана 1 декабря 2020 года, согласно заявлению глав Армении, Азербайджана и России о прекращении боевых действий в Нагорном Карабахе, опубликованному 10 ноября 2020 года. При этом, Лачинский коридор, который обеспечивал связь между Нагорным Карабахом и Арменией, оставался под контролем российских миротворцев.  В августе 2022 вся территория района вернулась под контроль Азербайджана.
27 мая 2025 года после восстановления открыто село Бейлик. В село заселены первые возвратившиеся вынужденные переселенцы.

## Население
Согласно Всесоюзной переписи 1989 года, население района составляло 47 339 человек.
На 1 января 2023 года население района составило 74 999 чел. Из них городское население — 14 178 чел., сельское население — 60 821 чел. Плотность населения составила 42 чел. на 1 км2.

### Национальный состав
С античных времен и до ХVII—XVIII веков, территория района была населена преимущественно армянами, которые поэтапно покинули эти земли во времена османо-персидских войн начала XVII века, османо-персидских войн начала XVIII века,  русско-персидских войн конца ХVIII — начала XIX веков, армяно-татарской резни 1905 года и этнических столкновений 1918—1921 годов.
Н. Волкова отмечает, что на протяжении XIX века территория современного Лачынского района была заселена курдскими переселенцами из Персии. А. Ямсков отмечает, что азербайджанцы и курды Лачынского района являются потомками осевших там кочевников.
Согласно переписям населения конца XIX — начала XX веков, на территории современного Лачынского района все еще оставалось 4 населённых пункта с преимущественно армянским населением: Минкенд (в 1915 году в селе жило 1532 человека, в основном армяне), Аликуликенд (по данным Кавказского календаря 1910 года, в селе жило 1050 человек, в основном армяне), Гарар (Харал) (согласно переписи населения Российской империи 1897 года, в селе жило 523 человека, все армяне), Хут Забух (в 1911 году в селе жили 150 человек, преимущественно армяне) и ещё два заброшенных селения: Мирик, Герик.
В городе Лачын, ставшем в 1930 году центром вновь образованного района, по первой всесоюзной переписи 1926 года, жили 435 человек, из которых 164 азербайджанца (в источнике указаны как «тюрки»), 110 курды, 66 армяне и 77 русские и украинцы. По всесоюзной переписи 1979 года в городе проживало уже 6073 человека, из которых 6019 были азербайджанцами, 19 — армянами, 1 — лезгином, 2 — грузинами, 4 — курдами, 10 — русскими и украинцами.
В 1937—1938 и 1944 годах местное курдское население было депортировано в Среднюю Азию без права вернуться вплоть до 1957 года.
Во время Первой карабахской войны всё азербайджанское и курдское население стало беженцами. Сам город Лачын был сожжён армянами после захвата в 1992 году, но впоследствии они частично отстроили и заселили город в рамках целенеправленной политики армянского руководства по изменению демографической ситуации в этой стратегически важной зоне.
После подписания заявления о прекращении огня 10 ноября армянские поселенцы массово покинули территорию, оставшуюся вне контроля властей НКР, в том числе Лачынский район. Несмотря на присутствие в Лачынском коридоре российских миротворцев, большая часть живших здесь в межвоенный период армян предпочла уехать. К концу февраля 2021 года в трёх населённых пунктах Лачынского коридора оставалось менее 200 армян.
С мая по июль 2023 года первые азербайджанские семьи вынужденных переселенцев получили жильё и разместились в городе Лачыне. В июле в центре района было обеспечено постоянное проживание 133 семей (503 человека).
| Год переписи       | 1939            | 1959             | 1970             | 1979             |
| ------------------ | --------------- | ---------------- | ---------------- | ---------------- |
| азербайджанцы      | 18 288 (89,8 %) | ↗24 466 (98,9 %) | ↗33 186 (93,1 %) | ↗44 665 (94,5 %) |
| курды              | 1 329 (6,5 %)   | 0 (0,0 %)        | ↗2 125 (6,0 %)   | ↗2 437 (5,2 %)   |
| армяне             | 224 (1,1 %)     | ↘137 (0,6 %)     | ↘72 (0,2 %)      | ↘34 (0,1 %)      |
| русские и украинцы | 432 (2,1 %)     | ↘84 (0,3 %)      | ↗149 (0,4 %)     | ↘28 (0,1 %)      |
| другие             | 83 (0,4 %)      | 47 (0,2 %)       | 110 (0,3 %)      | 97 (0,2 %)       |
| всего              | 20 356          | 24 734           | 35 642           | 47 261           |

## Населённые пункты
На территории района расположен 1 город, 1 посёлок, 125 сёл.

## Экономика
С 1991 года до 2021 года входил в состав Кельбаджар-Лачинского экономического района. С 7 июля 2021 года входит в состав Восточно-Зангезурского экономического района.
Основу экономики района составляет сельское хозяйство.
26 августа 2023 года на территории с. Зерти введён в строй агропромышленный парк «Лачин». Парк рассчитан на 46 предприятий. Площадь парка — 52 гектара. На май 2025 года в парке действует 12 предприятий, в том числе лачинский филиал обувной фабрики «PIRSHAGHI», швейная фабрика «LATIFA».
Лачинский филиал обувной фабрики «PIRSHAGHI» открыт 27 мая 2025 года. В филиал инвестировано 367 900 манат. Мощность филиала — 1 500 пар мужской, женской и детской обуви в месяц. Будет выпускаться спортивная и классическая обувь.
Швейная фабрика «LATIFA» также открыта 27 мая 2025 года. В фабрику инвестировано 1,2 млн манат. Мощность фабрики — 2 тысячи единиц текстильных изделий в день. На фабрике будут производиться спортивные комплекты, эксклюзивная одежда.

### Сельское хозяйство
Развито зерноводство, животноводство, пчеловодства, частично садоводство и бахчеводство. На 2022 год площадь посева зерновых и зернобобовых составила 2 396 гектар, из них под пшеницу отведено 1757 гектар. Урожай зерновых и зернобобовых составляет 1897 тонн в год. Из них пшеницы — 1020 тонн.
Поголовье крупного рогатого скота на 2022 год составляет 40316 голов, коров и буйволов — 18361 голов, баранов и коз — 142611 голов, птиц — 78959 единиц, пчёл — 22888.
В 2022 году район произвёл 19 882 тонны молока, 4 млн 685 000 яиц, 275 тонн шерсти.

## Инфраструктура

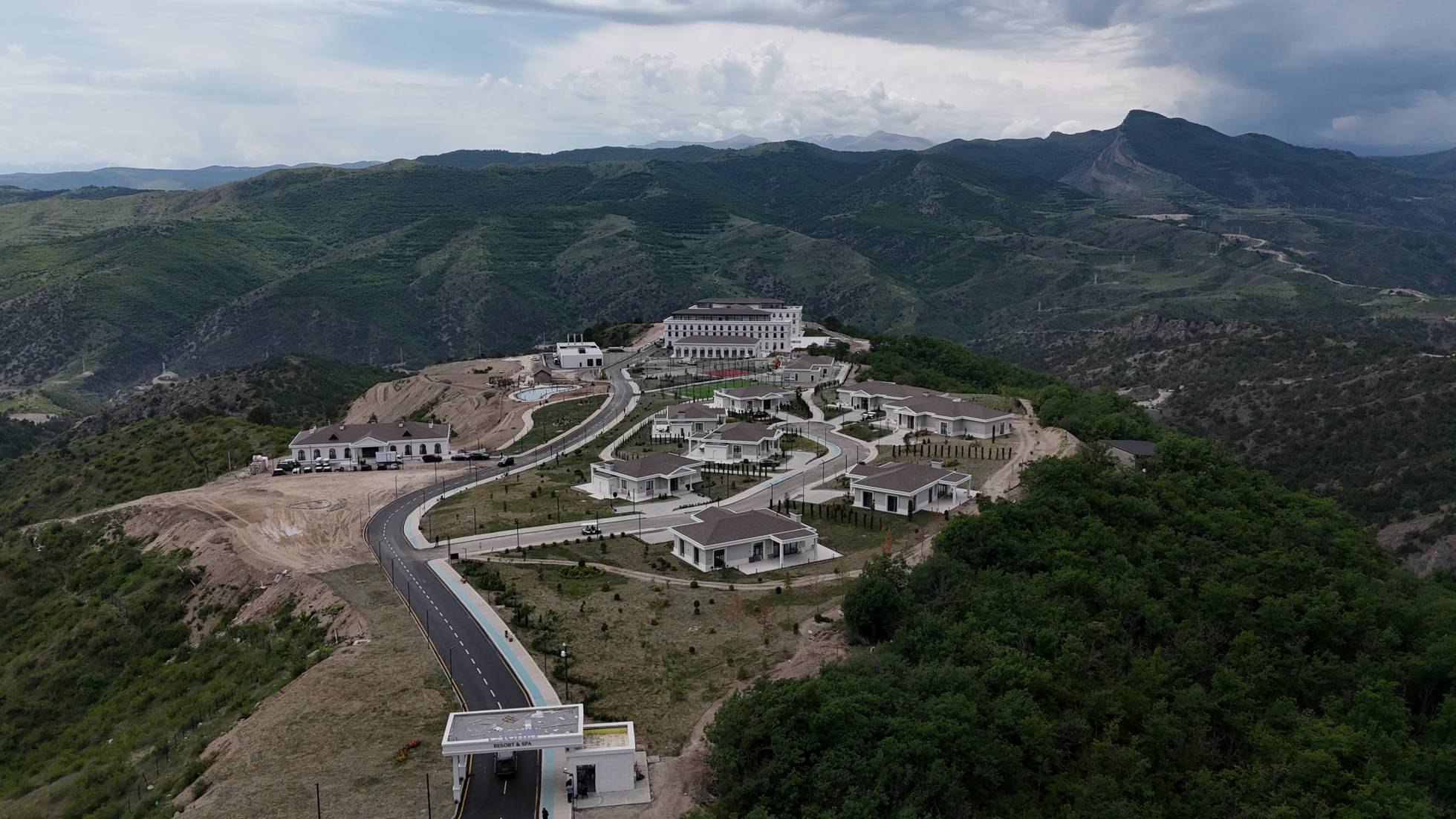
Комплекс отдыха «Лачин» Май 2025

В районе действуют 2 больницы, 11 поликлиник.
Действуют 5 дошкольных учреждений, 103 школы, 75 библиотек на 239 600 книг, 3 музея.
Действует шахматная школа, центр детского развития, музыкальные школы, спортивные клубы боевых искусств.
Действует несколько интернет-провайдеров.
27 мая 2025 года в селе Зерти открыт комплекс отдыха «Лачин». Комплекс расположен в горах. Площадь комплекса — 42 000 м2. Занимает территорию 11,2 гектар. В комплексе расположен отель на 120 номеров, 8 коттеджей. Рассчитан на 324 посетителя.

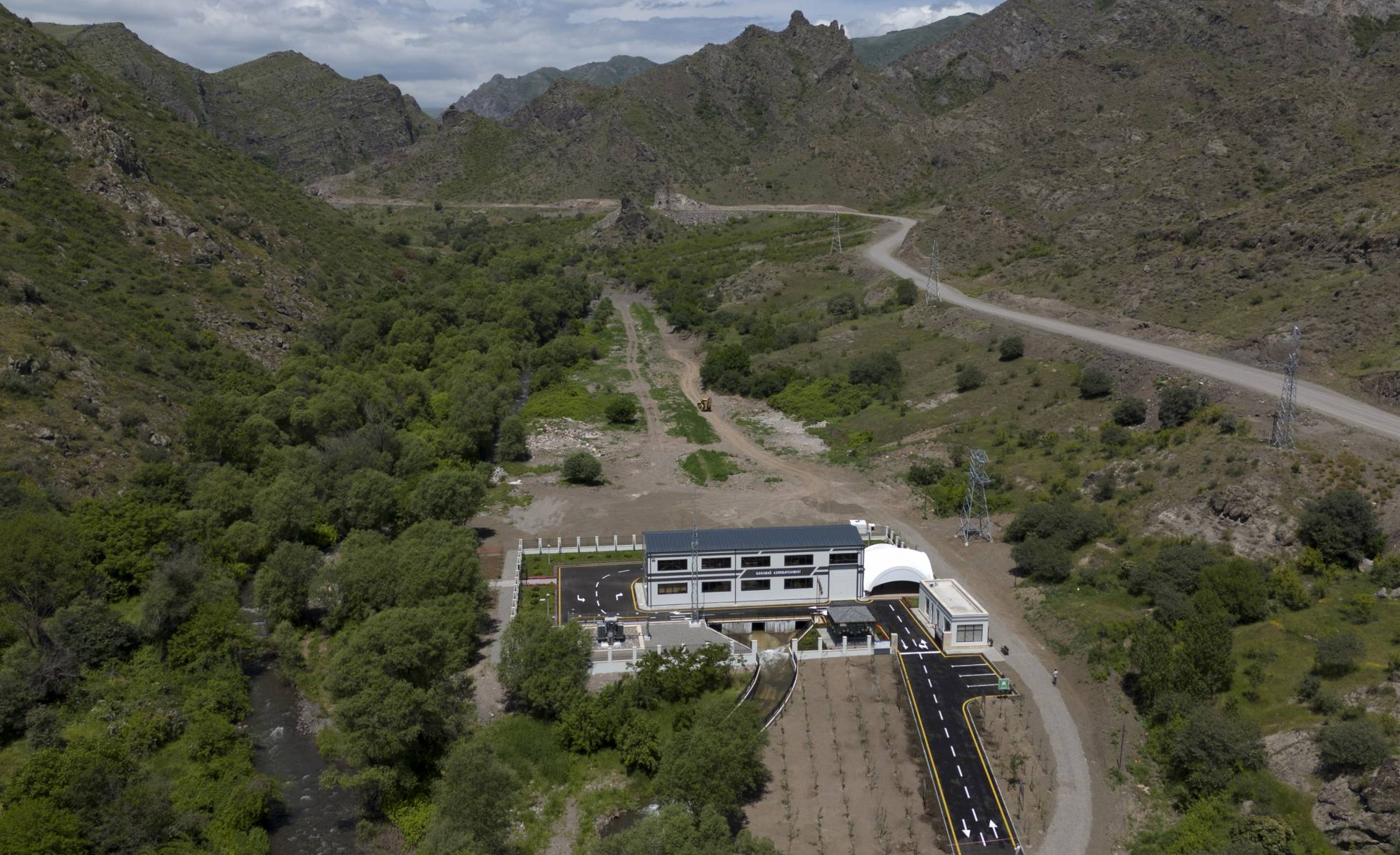
ГЭС на реке Забух Май 2025

### Энергетика
27 мая 2025 года на участке реки Забух введены в эксплуатацию гидроэлектростанции «Ашагы Малыбейли» мощностью 3,1 МВт и «Мирик» мощностью 3,5 МВт. Ожидаемая производительность электростанций — 20 миллионов киловатт-часов/год.

### Водоснабжение
В 2015 году на месте слияния рек Забух и Акера было начато сооружение нового водохранилища.
Построен магистральный водопровод протяжённостью 4,36 км, который обеспечивает водой сёла Забух, Сус, Бейлик и Гюлебирд.
Ведётся строительство двух водохранилищ.

## Транспорт
Транспортное сообщение района обеспечивается автомобильными дорогами. В советские годы через территорию района проходила автомобильная дорога Евлах—Нахичевань.
28 мая 2025 года открылся Лачынский международный аэропорт.

## Памятники истории и культуры

### Религиозные сооружения
- Армянский монастырь Цицернаванк (IV—VI века, село Гюсюлю)
- Армянские церкви:
  - Село Ашагы-Фараджан: Сурб Степанос и Рипсиме (XVII век)
  - Село Герик: Сурб Геворг (1517)
  - Село Гетуз: Катосаванк (1567)
  - Село Гюсюлю: Хочанц (XVII век)
  - Село Мирик[англ.]: Вакунис (XVII век), Варазгом (Х-ХI века), Мкнатами Хач (ХII—ХIII века), Сурб Аствацацин (1682)
  - Село Шалва: Нор-Стунис (XVII век), Стунис (X век), Сурб Погос-Петрос (1611)
- Мечеть (1718, село Гарыгышлаг[англ.])[3][64]
- Пещерный храм (V век, село Гочаз)[3]
- Храм на реке Агоглан (XIX век)[3]

### Мавзолеи и захоронения
- Армянское кладбище (XIV—XVII века, Минкенд)[65]
- Мавзолеи:
  - Село Гюлебирд: мавзолей[3]
  - Село Джиджимли: мавзолей Мелик Аждар (XIV век)[3][64], безымянный мавзолей (XVII—XVIII века)[3][64]
  - Село Зейва: мавзолей Солтан Баба (XIX век)[3][64], мавзолей Шейха Ахмеда (XIX век)[3][64], мавзолей (XIX век)[3][64]
- Тюрбе над могилой[азерб.] азербайджанского ашуга Сары Ашуга, жившего в XVII веке (село Гюлебирд).

### Крепости, замки, дворцы
- Дворец правителя армянского Кашатагского меликства Хайказа Прошьяна (XV—XVI века, село Гюсюлю)
- Дворец Гамза Солтана (1761, село Гюсюлю)[3][64]
- Крепость Кафир-гала (крепость неверных) (XVII век, село Зейва)[64].
- Пещерный замок (XV век, село Гюлебирд)[64]

### Другое
- Кафир Гала (XVII век)[3]
- Мемориальный музей Сары Ашуга (село Гюлебирд)[64]